# Ми не раби, раби не ми
«Ми не раби́, раби́ не ми» (рос. «Мы не рабы, рабы не мы») — російський радянський фразеологізм, що виник під впливом російської радянської азбуки Дори Елькіної, складова радянської пропаганди.
Існує також версія, створена шляхом перефразування первинного фразеологізму — рос. «Мы не рабы, рабы немы» (укр. «Ми не раби, раби німі»), яка з'явилась в часи Перебудови в СРСР і мала стверджувати право голосу як визначальну ознаку свободи на протилежність рабству.